# Elachista corbicula
Elachista corbicula é uma espécie de insetos lepidópteros, mais especificamente de traças, pertencente à família Elachistidae. Foi descrita por Lauri Kaila em 2011. É encontrada na Austrália.
A envergadura dos espécimes machos varia entre 7,9 e 8,5 milímetros, enquanto a envergadura das espécimes fêmeas varia entre 8 e 10,6 milímetros.